# 실학파 문학
실학파 문학(實學派文學)은 조선시대에 유학 이외의 실생활에 유익한 것을 목표로 한 학문을 하는 사람들의 문학이다.
실학에는 3파, 즉 경세치용학파·이용후생학파·실사구시학파가 있는데 그 중 이용학파는 물질문화의 향상에 많은 관심을 나타냈다. 그들은 중국으로 건너가 중국인의 생활양식을 보고 각성한 바가 많아, 문명을 이해하였고, 인간 본능의 긍정(肯定)과 감정의 충족을 요구하였다. 그들의 문학은 당시(唐詩)와 당송고문을 모범으로 삼아오던 사대부의 정통 문학의 낡은 색조와는 반대로, 신선한 구상과 평이한 사실적 수법으로 시와 산문을 창작했으며, 한국의 속담이언(俗談俚言)을 자유로이 표현하고 풍자와 해학으로 서민적 정취를 섭취하여 한국의 한문학상 새로운 한 유파를 형성하였다. 이 유파의 대표적인 인물이 박지원이며, 이덕무·박제가 등이 그 뒤를 이었다.
이런 자유분방한 문체는 정조를 비롯한 보수주의자들의 반발을 불렀고, 이는 문체반정으로 이어지게 된다.

## 같이 보기
- 실학